# Isodon tenuifolius
Isodon tenuifolius là một loài thực vật có hoa trong họ Hoa môi. Loài này được (W.W.Sm.) Kudô mô tả khoa học đầu tiên năm 1929.